# Estación Mazán
Estación Mazán är en ort i Argentina.   Den ligger i provinsen La Rioja, i den norra delen av landet, 1 000 km nordväst om huvudstaden Buenos Aires. Estación Mazán ligger 667 meter över havet och antalet invånare är 407.
Terrängen runt Estación Mazán är kuperad åt nordost, men åt sydväst är den platt. Runt Estación Mazán är det glesbefolkat, med 12 invånare per kvadratkilometer.. Närmaste större samhälle är Villa Mazán, 6,0 km väster om Estación Mazán. 
Omgivningarna runt Estación Mazán är i huvudsak ett öppet busklandskap.